# Schützenstraße (Düren)

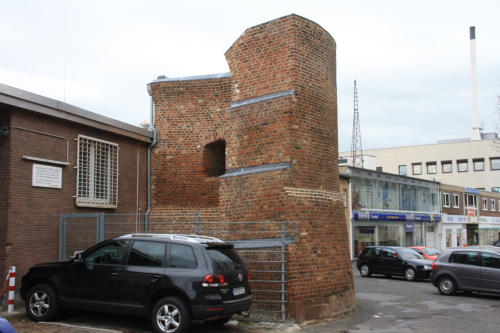
Das Rondell, ein Stück der Stadtmauer

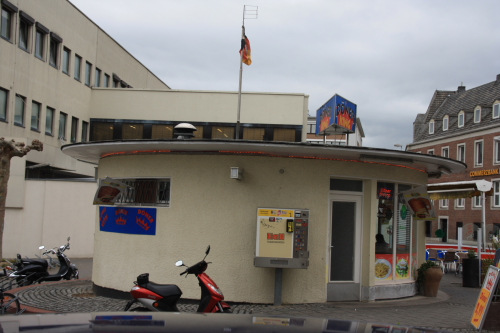
Der Kiosk

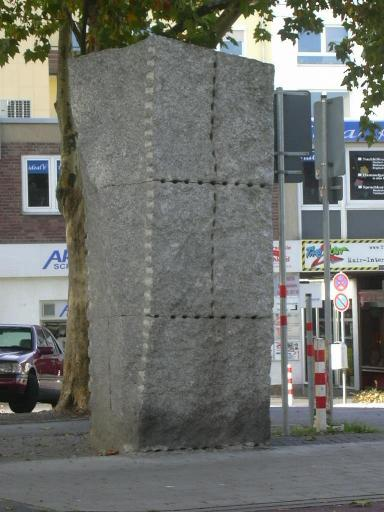
Stele in der Schützenstraße

Die Schützenstraße in der Kreisstadt Düren (Nordrhein-Westfalen) ist eine alte Innerortsstraße. Sie verläuft außerhalb der früheren Stadtmauer parallel zu dieser Stadtbefestigung.
Die Schützenstraße verbindet die Kölnstraße in nördliche Richtung mit der Bismarckstraße.
In der Straße sind einige denkmalgeschützte Bauwerke zu sehen:
- das Rondell
- der Kiosk aus den 1950er Jahren

Etwa in der Mitte der Straßenlänge steht eine Rückriem-Stele. Dieses moderne Denkmal erinnert an die am 24. Mai 1872 eingeweihte Synagoge, die gegenüber gestanden hatte. Sie wurde in der Novemberpogrome am 10. November 1938 (von den Nationalsozialisten als Reichskristallnacht bezeichnet) völlig zerstört und nicht wieder aufgebaut. Sie stand rechts neben dem heutigen Parkhaus. An der Einmündung zur Bismarckstraße stehen die Zweigstellen des Kaufhof und der früheren Dürener Bank, heute Commerzbank.

## Geschichte
Die Schützenstraße wurde auf den eingeebneten Stadtwällen angelegt. Sie hieß ab etwa 1800 „Köln-Obertor-Promenade“. Die trockengelegten Stadtgräben wurden den Schützen überlassen. Die St. Ewaldus-Schützengilde von 1486 hielt hier ihre Schießübungen ab. Erst 1862 wurde der Schießstand in den Großtivoli (heute Willy-Brandt-Park) verlegt. Siehe dazu Schießstand im Willy-Brandt-Park.
Nach der Beratung des Stadtrates vom 7. Mai 1889 sollte die Straße mit dem langen Namen Frankenstraße heißen. Ein entsprechender Beschluss wurde aber nicht gefasst. Stattdessen beschloss der Stadtrat am 31. Juli 1896 die Umbenennung in Schützenstraße.